# Dieu qui meurt

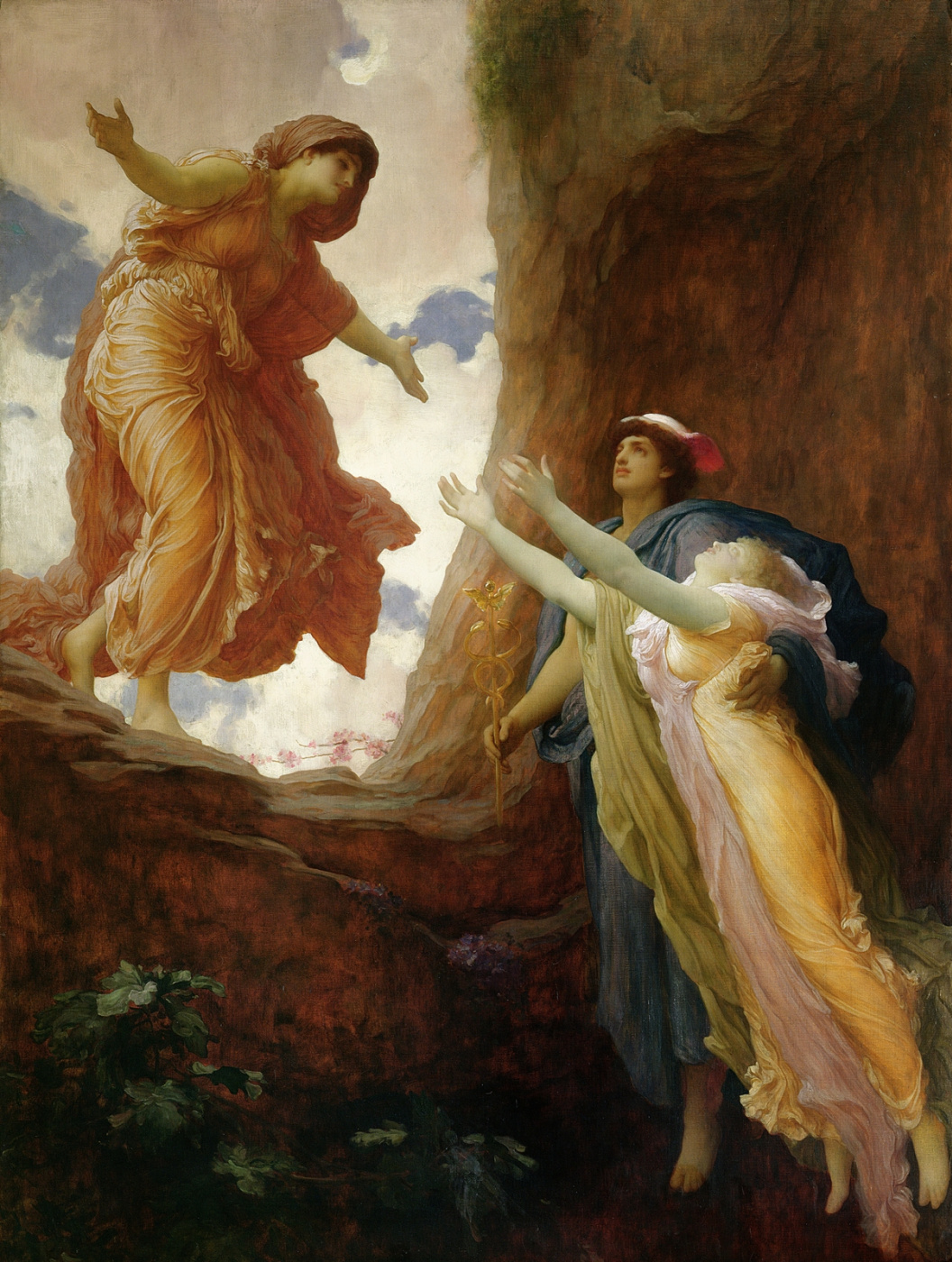
Frederic Leighton - Le retour de Perséphone (1891)

Le Dieu qui meurt et ressuscite est un archétype de divinité présent dans plusieurs mythologies.
Il est nommé ainsi (« dying god ») par l'anthropologue James George Frazer dans son étude de mythologie comparée Le Rameau d'or.
Le thème est largement répandu comme célébrant la renaissance cyclique de la nature. Ainsi, dans la religion minoenne, au XVe siècle av. J.-C., la végétation est personnifiée par un enfant divin ou un Jeune Dieu, qui meurt et ressuscite tous les ans. Frazer voyait aussi en Adonis, et dans le dieu syrien Tammuz, des variations sur cette résurrection végétale.
Au XIXe siècle, ce mythe est largement employé comme thème littéraire, réinterprété par des poètes comme en particulier Gérard de Nerval.

## Sources
- Le Rameau d'or (The Golden Bough, 1911-1915), édition fr. par Nicole Belmont et Michel Izard, Paris, Robert Laffont, coll. « Bouquins » IIe volume : Le Dieu qui meurt ; Adonis ; Atys et Osiris, 1983, 750 p.
- Marcel Detienne, Les Jardins d'Adonis, Paris, Gallimard, coll. « Bibliothèque des Histoires », 1972.